# Something Borrowed, Something Blue
Something Borrowed, Something Blue – album muzyczny amerykańskiego pianisty jazzowego Tommy’ego Flanagana. LP nagrany w Fantasy Studios, Berkeley (Kalifornia) 30 stycznia 1978, wydany w 1978 przez Galaxy Records (GXY-5110). Wydany w 1990 na CD przez Fantasy Records (OJC-473).

## Muzycy
- Tommy Flanagan – fortepian, fortepian elektryczny
- Keter Betts – kontrabas
- Jimmie Smith – perkusja

## Lista utworów
Strona A
| 1. | "Bird Song" (Thad Jones)                          | 4:47  |
|    |                                                   |       |
| 2. | "Good Bait" (William "Count" Basie, Tadd Dameron) | 4:06  |
|    |                                                   |       |
| 3. | "Peace" (Horace Silver)                           | 6:13  |
|    |                                                   |       |
| 4. | "Friday the 13th" (Thelonious Monk)               | 3:51  |
|    |                                                   |       |
|    |                                                   | 18:57 |
|    |                                                   |       |
Strona B
| 5. | "Something Borrowed, Something Blue" (Flanagan) | 6:36  |
|    |                                                 |       |
| 6. | "West Coast Blues" (Wes Montgomery)             | 6:43  |
|    |                                                 |       |
| 7. | "Groovin' High" (Dizzy Gillespie)               | 6:16  |
|    |                                                 |       |
|    |                                                 | 19:35 |
|    |                                                 |       |

## Informacje uzupełniające
- Producent – Ed Michel
- Producent wykonawczy – Orrin Keepnews
- Inżynier dźwięku – Baker Bigsby
- Asystenci inżyniera dźwięku – Marco Anglietti, Bill Austin, Wally Buck, Peter Knapp, Danny Kopelson, Brent Reynolds
- Zdjęcia – Tom Gibson, Phil Bray
- Dyrekcja artystyczna – Phil Carroll
- Projekt okładki – Lucinda Cowell
- Remasteryzacja – Phil De Lancie (Fantasy Studios 1990)